# Najlepsza kobieta mojego życia
Najlepsza kobieta mojego życia (czes. Nejlepší ženská mého života) – czechosłowacka kryminalna komedia filmowa z 1968 roku w reżyserii Martina Friča. 

## Obsada
- Jiří Sovák jako Láda
- Milena Dvorská jako Kaplanová
- Zdeněk Řehoř jako Kaplan
- Iva Janžurová jako Blanka
- Jarmila Smejkalová jako Jiřina
- Ivanka Devátá jako Marta
- Nina Popelíková jako Zouharová
- Věra Tichánková jako Honzíková
- Zuzana Šavrdová jako laborantka
- Čestmír Řanda jako Kadeřábek
- Zdeněk Najman jako Karel
- Vladimír Hlavatý jako Koula, emeryt
- Svatopluk Skládal jako komik
- Jaromír Hanzlík jako milicjant
- Josef Větrovec jako milicjant